# Angels in America
Angels in America è una miniserie televisiva del 2003, prodotta dalla HBO, tratta dall'opera teatrale Angels in America - Fantasia gay su temi nazionali di Tony Kushner. La miniserie vanta un cast hollywoodiano (tra gli altri Al Pacino, Meryl Streep ed Emma Thompson) e tratta, in modo perlopiù onirico, la condizione degli omosessuali negli Stati Uniti d'America reganiani, focalizzandosi sulle reazioni a seguito del diffondersi dell'AIDS.
Con pesanti riferimenti biblici (gli angeli, la colpa e la condanna), ma con un tono anche sdrammatizzante, Angels in America vuole porre — conservando lo spirito della pièce originale — difficili interrogativi esistenziali e sociali.
Le stesse apparizioni dell'angelo, nel loro essere catastrofiche, non rinunciano a una certa dose di ironia; ad esempio tramite le erezioni del protagonista o il suo rapporto sessuale con l'angelo. La miniserie consta di due parti, a loro volta divise in capitoli: Il millennio si avvicina (Millennium Approaches) e Perestroika.

## Trama
Nel 1985 l'AIDS è stata scoperta da poco ed è considerata ancora la peste dei gay. A New York, il corpo di Prior Walter presenta già i primi segni di malattia (il sarcoma di Kaposi) e quando il ragazzo lo comunica al suo fidanzato questi — spaventato dal peso psicologico della situazione — inizia a meditare sulla possibilità di abbandonare Prior. Intanto l'avvocato mormone Joe Pitt vive un matrimonio infelice, tentando di mascherare la propria omosessualità che lo spinge a non avere rapporti sessuali con la moglie Harper, provocandole forti disturbi emozionali. Roy Cohn, mentore politico di Joe e personalità famosa e vicina persino alla Casa Bianca, nega intanto l'evidenza della sua malattia, al fine di negare anche la propria omosessualità.
Nel corso della miniserie fanno visita a Prior angeli e fantasmi che affermano che egli è un profeta. Louis (compagno di Prior) affronta le sue contraddizioni: l'amore per Prior e l'incapacità di assisterlo durante la sua malattia, l'amore per l'America e il rifiuto della società omofobica in cui sembra essersi trasformata, l'amore per Joe e la repulsione che prova nello scoprire che il suo mentore è Roy Cohn. Joe cerca di conciliare la sua religione e la sua sessualità; la madre Hannah si trasferisce a New York per prendersi cura di Harper ma finisce per diventare amica di Prior, che ha appena fallito nel tentativo di affrontare Joe. Roy deve invece confrontarsi con la malattia che lo costringe in ospedale, dove gli fanno compagnia il fantasma di Ethel Rosenberg e Belize, migliore amico di Prior ed ex drag queen.

## Personaggi e interpreti
- Roy Cohn, interpretato da Al Pacino, doppiato da Carlo Marini.
È un potente e famoso avvocato omosessuale di New York vicino persino alla Casa Bianca. Durante una visita dal suo medico Henry scopre di avere l'AIDS ma Roy non riesce ad accettare la malattia pur di negare la sua omosessualità.

## Puntate
| nº | Titolo originale                                     | Titolo italiano                                                | Prima TV USA     | Prima TV Italia  |
| -- | ---------------------------------------------------- | -------------------------------------------------------------- | ---------------- | ---------------- |
| 1  | Millennium Approaches: Chapter One - Bad News        | Il nuovo millennio si avvicina: Capitolo Uno - Cattive notizie | 7 dicembre 2003  | 30 novembre 2004 |
| 2  | Millennium Approaches: Chapter Two - In vitro        | Il nuovo millennio si avvicina: Capitolo Due - L'abbandono     | 14 dicembre 2003 | 30 novembre 2004 |
| 3  | Millennium Approaches: Chapter Three - The Messenger | Il nuovo millennio si avvicina: Capitolo Tre - Il messaggero   | 21 dicembre 2003 | 1º dicembre 2004 |
| 4  | Perestroika: Chapter Four - Stop Moving!             | Perestroika: Capitolo Quattro - Fermatevi!                     | 28 dicembre 2003 | 1º dicembre 2004 |
| 5  | Perestroika: Chapter Five - Beyond Nelly             | Perestroika: Capitolo Cinque - Allo scoperto                   | 4 gennaio 2004   | 2 dicembre 2004  |
| 6  | Perestroika: Chapter Six - Heaven, I'm in Heaven     | Perestroika: Capitolo Sei - Paradiso, Io sono in Paradiso!     | 11 gennaio 2004  | 2 dicembre 2004  |

## Riconoscimenti
- 11 Emmy Award 2004: miglior miniserie TV, regia, soggetto, attore protagonista (Al Pacino), attrice protagonista (Meryl Streep), attore non protagonista (Jeffrey Wright), attrice non protagonista (Mary-Louise Parker), direzione artistica, casting, trucco, montaggio sonoro per single-camera
- 5 Golden Globe 2004: miglior miniserie o film TV, miglior attore (Al Pacino), miglior attrice (Meryl Streep), miglior attore non protagonista (Jeffrey Wright), miglior attrice non protagonista (Mary-Louise Parker)
- National Board of Review Awards 2003: miglior film o miniserie realizzata per la tv via cavo
- Eddie Award come miniserie meglio adattata (2004)
- Excellence in Production Design Award (2004)
- NHK President's Prize (2004)
- Black Reel come miglior attore non protagonista (Jeffrey Wright) (2004)
- BFCA Award (2004)
- C.A.S. Award per i risultati ottenuti nel sound mixing (2004)
- DGA Award per i risultati ottenuti nella regia (2004)
- GLAAD Media Award (2004)
- Humanitas Prize (2004)
- Visionary Award (2004)
- 3 Golden Satellite Awards 2004: miglior miniserie, attore non protagonista (Justin Kirk), attrice (Meryl Streep)
- 2 Actor Awards 2004: miglior attrice (Meryl Streep), miglior attore (Al Pacino)
- TCA Award (2004)
- Gracie (2005)
- Television Producer of the Year Award in Longform (2005)
- WGA Award (TV) (2005)